# شعيلة
الشعيلة (بالإنجليزية: Fuse)‏ في العلوم العسكرية هي الأداة التي تشعل الفرقعة في المواد المتفجرة المشحونة في الصواريخ والقذائف والقنابل عند اقترابها من الهدف. وعادة ما تتركب الشعيلة من مكونات كهربائية و/أو ميكانيكية كما هو الحال بالنسبة شعيلة الدنو التي تبدأ الفرقعة متى ما كانت الذخيرة قريبة من الهدف. كما يمكن للشعيلات أن تعمل باستعمال مقياس المغناطيسية والبصمة الصوتية.

## أنواع الشعيلات
تنقسم الشعيلات من حيث طريقة التفعيل إلى عدة أنواع منها شعيلة الدنو والتي تفجر الذخيرة حينما تدنو من الهدف. كما أن هناك شعيلة التماس والتي تنفجر بمجرد ملامستها لسطح صلب. ثم هناك شعيلة الزمن والتي تنفجر بعد مدة زمنية محددة كما هو الحال في الشعيلة المستعملة في سلاح آر بي جي 7 والتي تنفجر بعد إطلاقها بأربع ثوان ونصف في أقصى حد حتى وإن لم تصطدم بشيء. كما أن هناك شعيلات عن بعد يجري التحكم فيها من بعد عن طريق إرسال الموجات الكهرومغناطيسية أو بواسطة أسلاك كما في بعض أنواع العبوات الناسفة. وهناك كذلك شعيلات الضغط الجوي التي تقدح الانفجار عند علو محدد من سطح البحر باستعمال مقياس الضغط الجوي أو مقياس الارتفاع أو باستعمال معين مدى دقيق. وأخيرا هناك الشعيلات المولفة التي تتركب من تشكيلة معينة من مختلف الشعيلات.

## معرض الصور

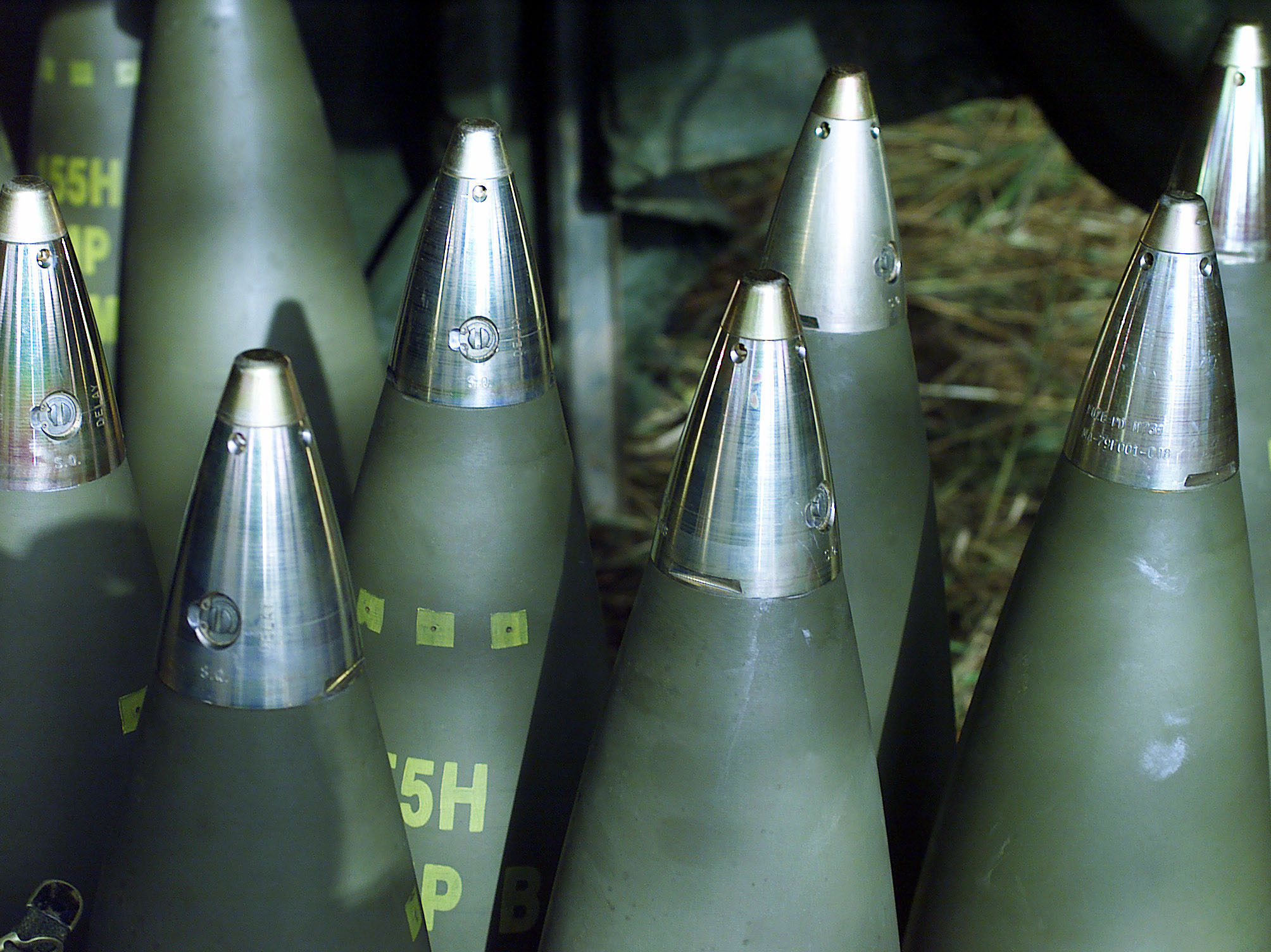
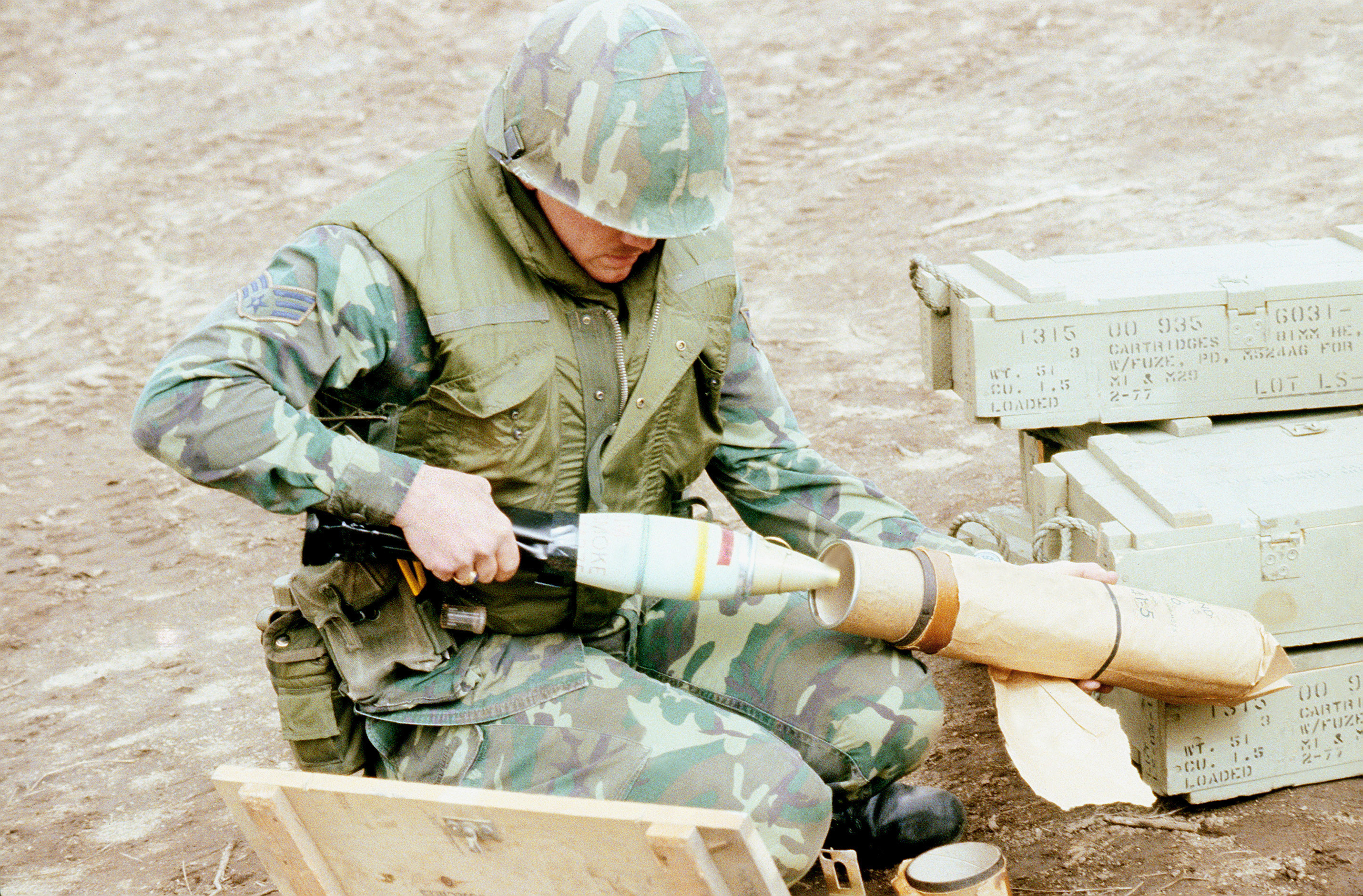
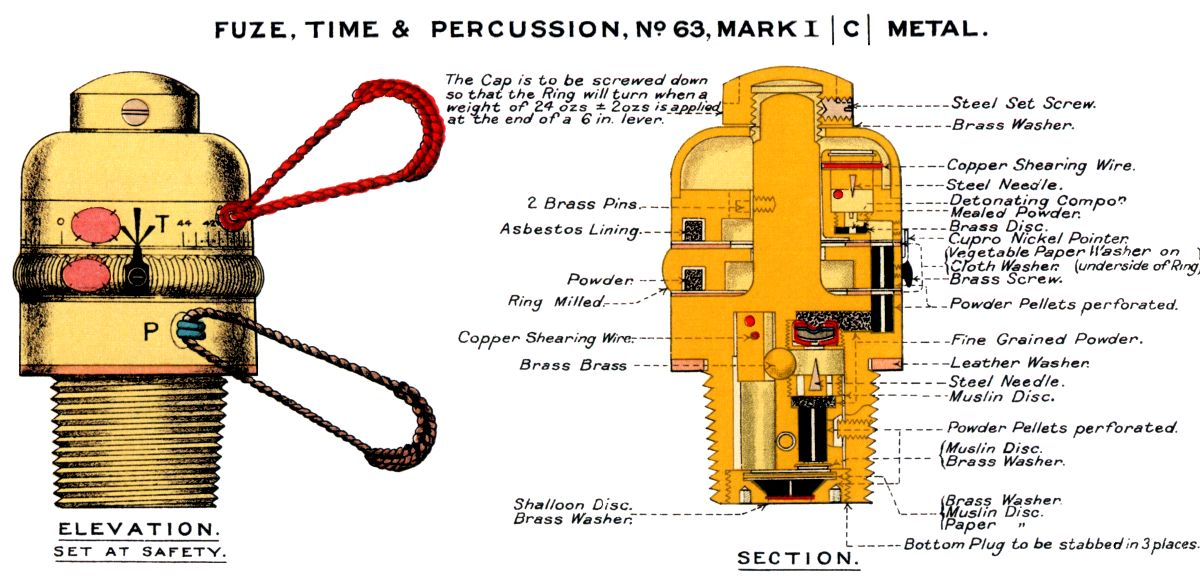
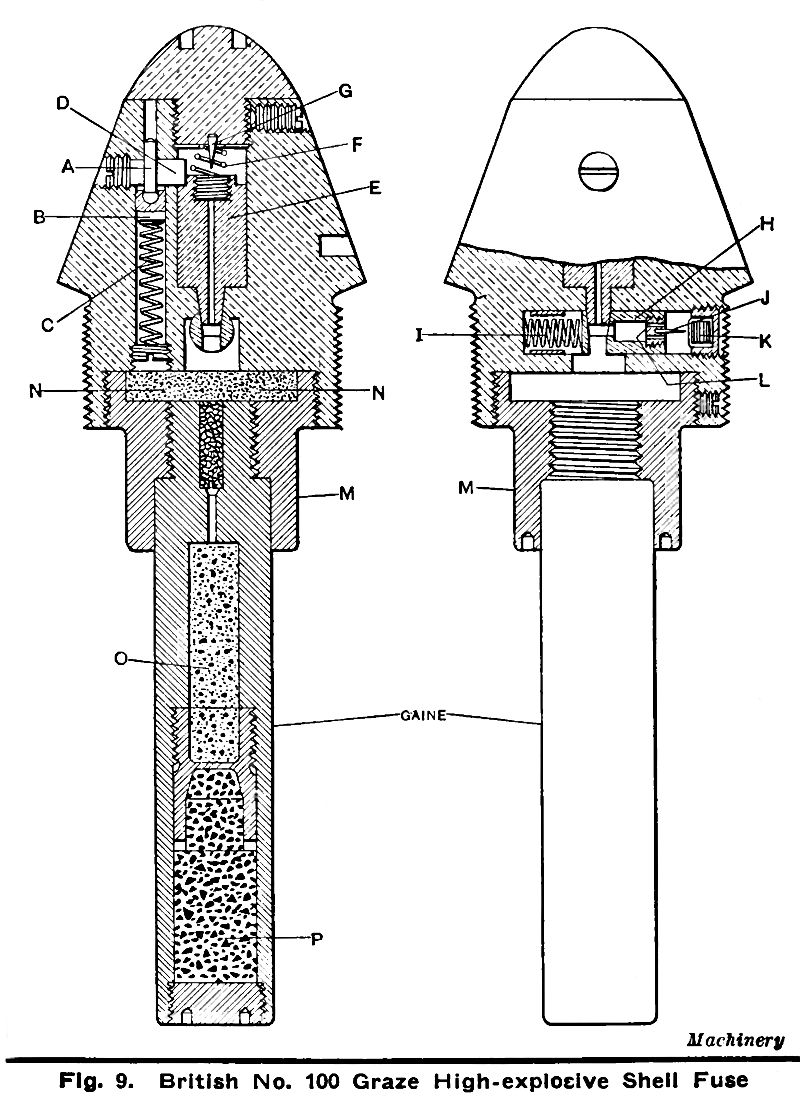
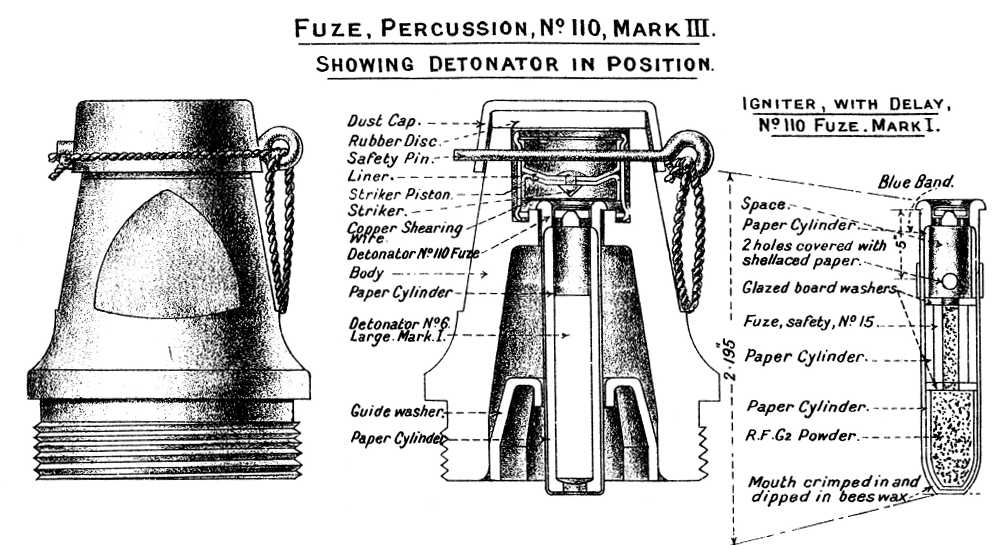
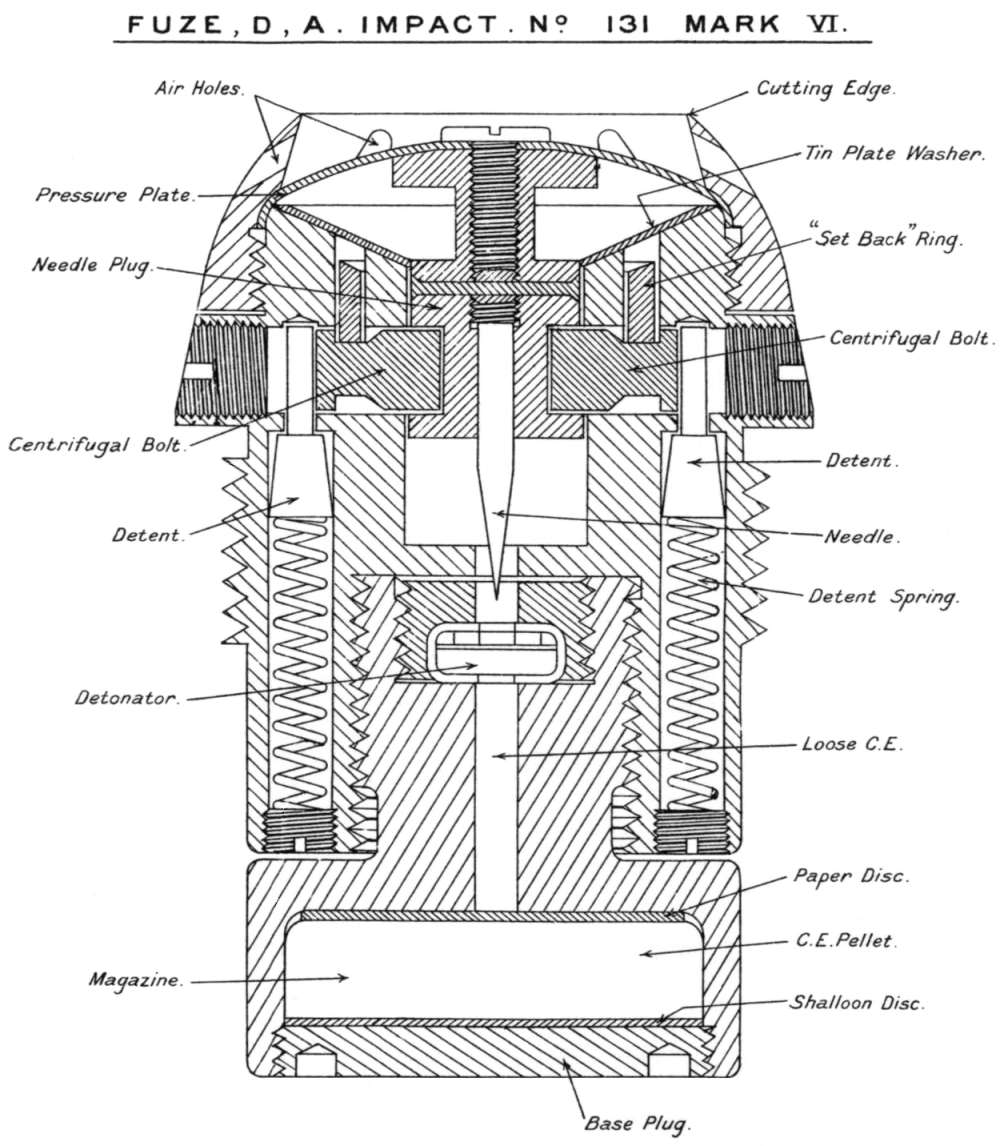
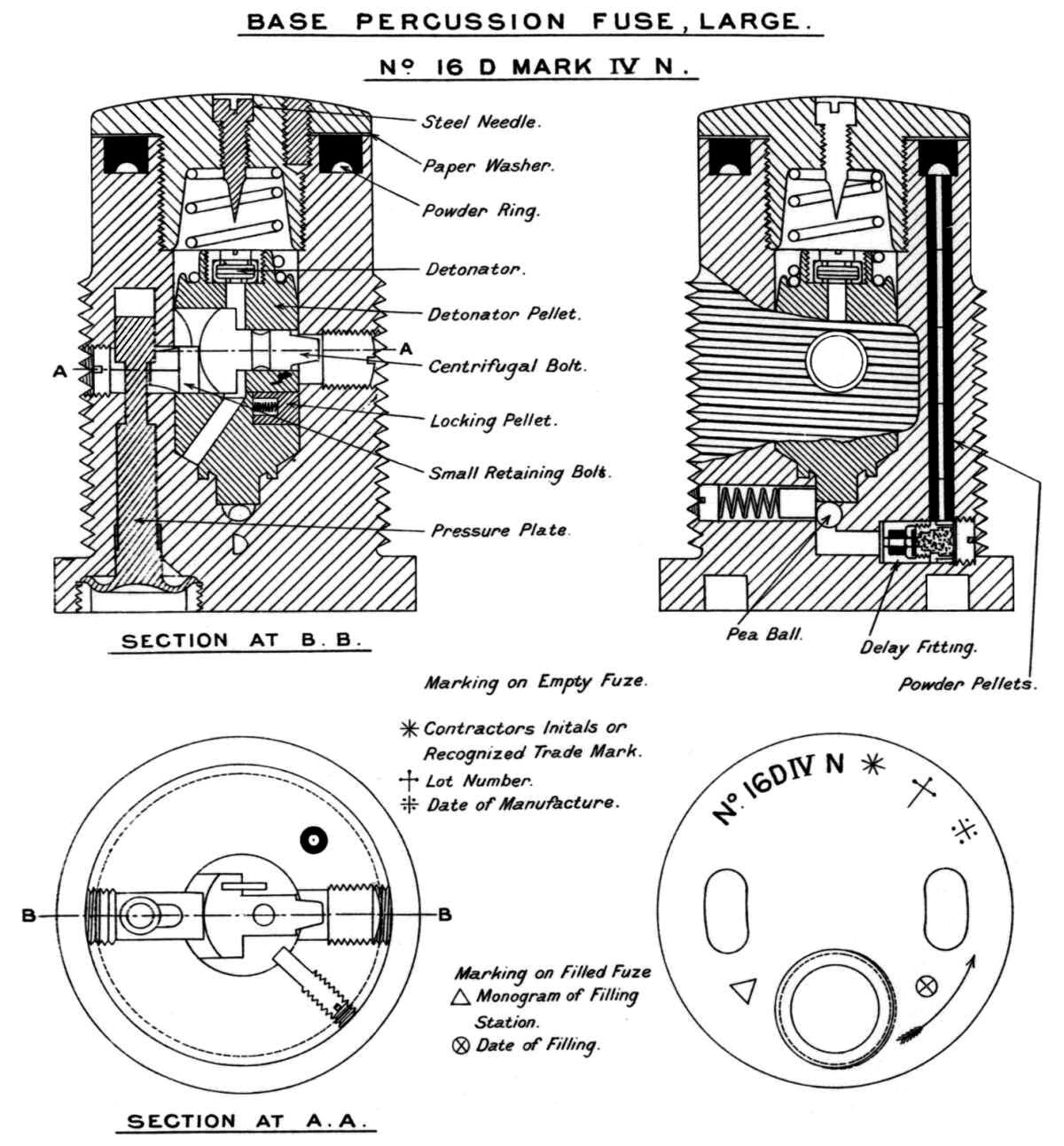
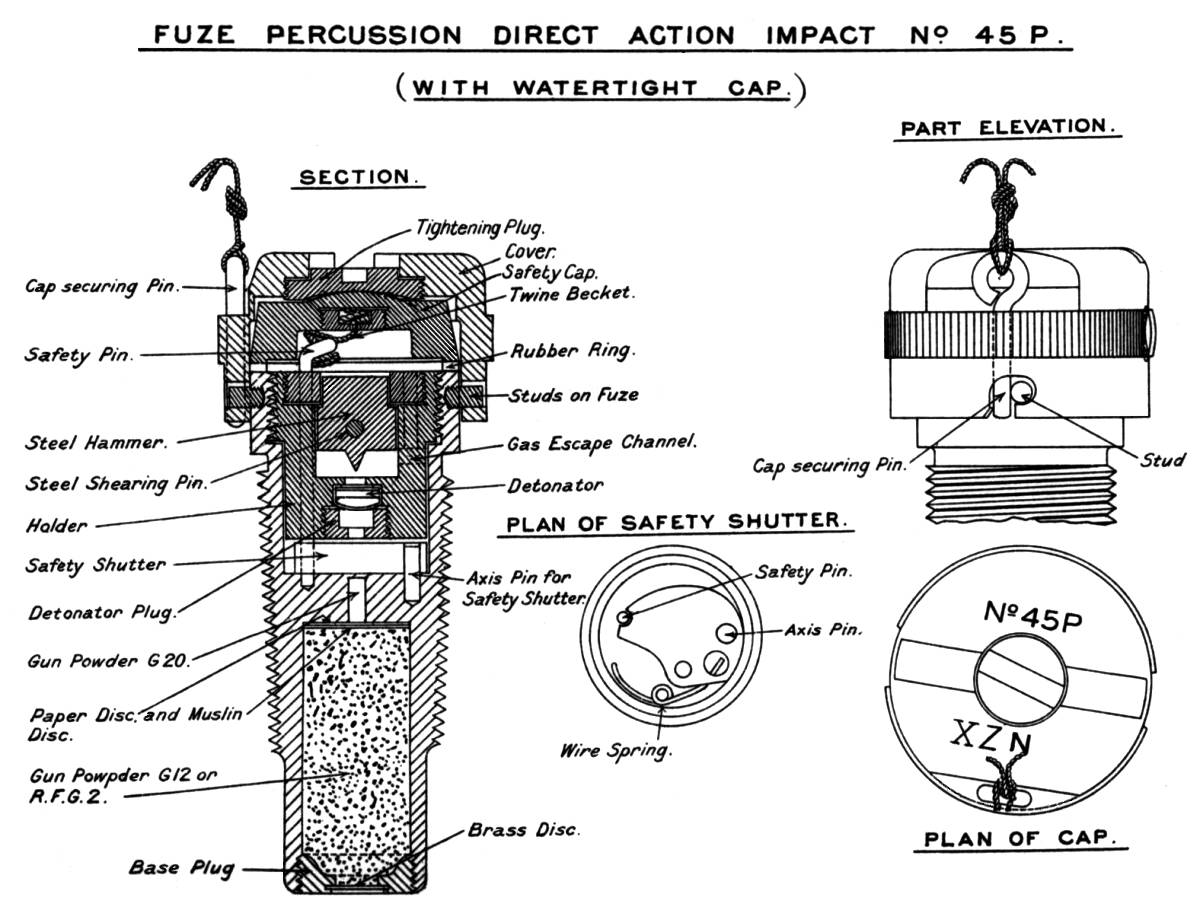
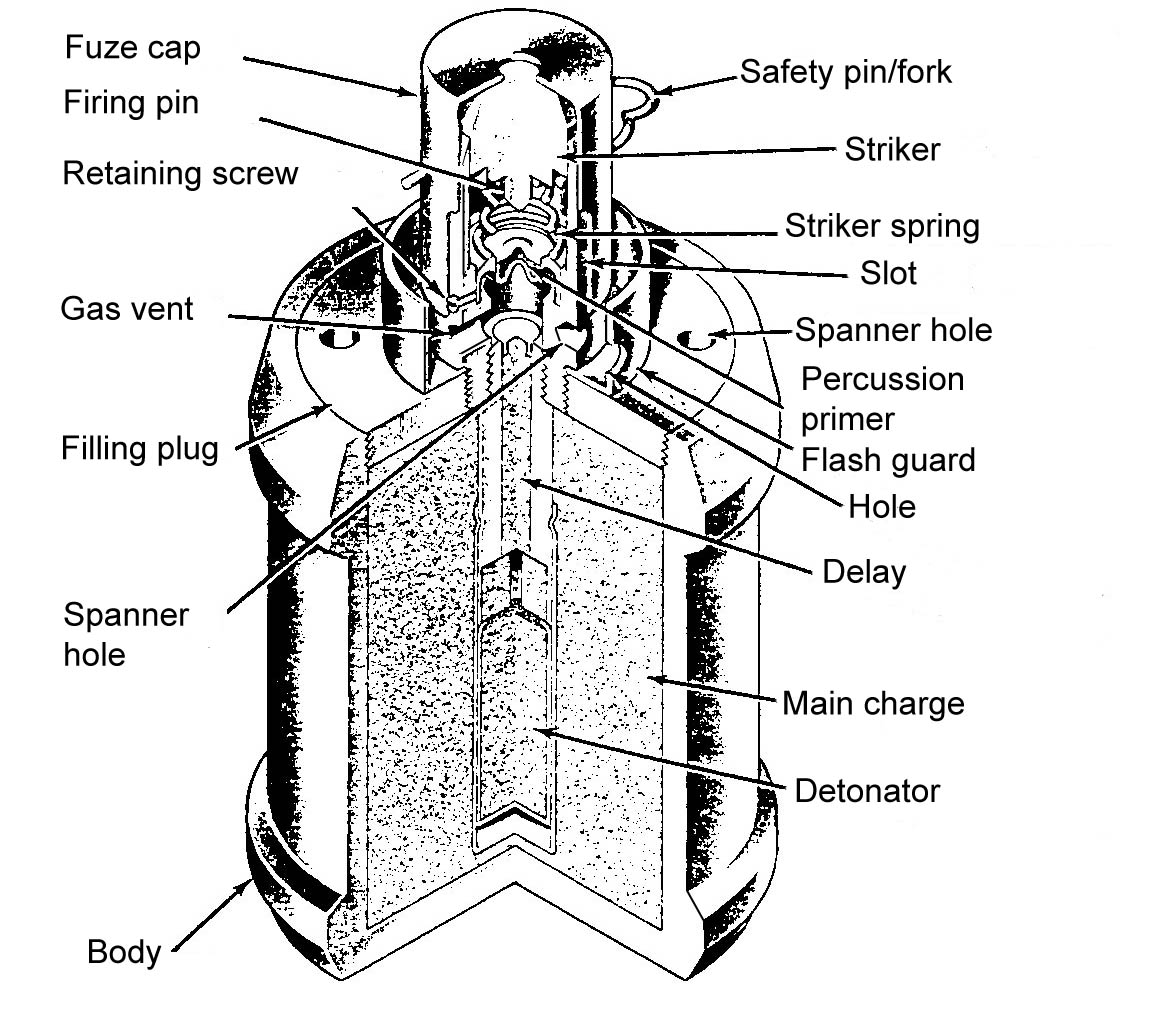
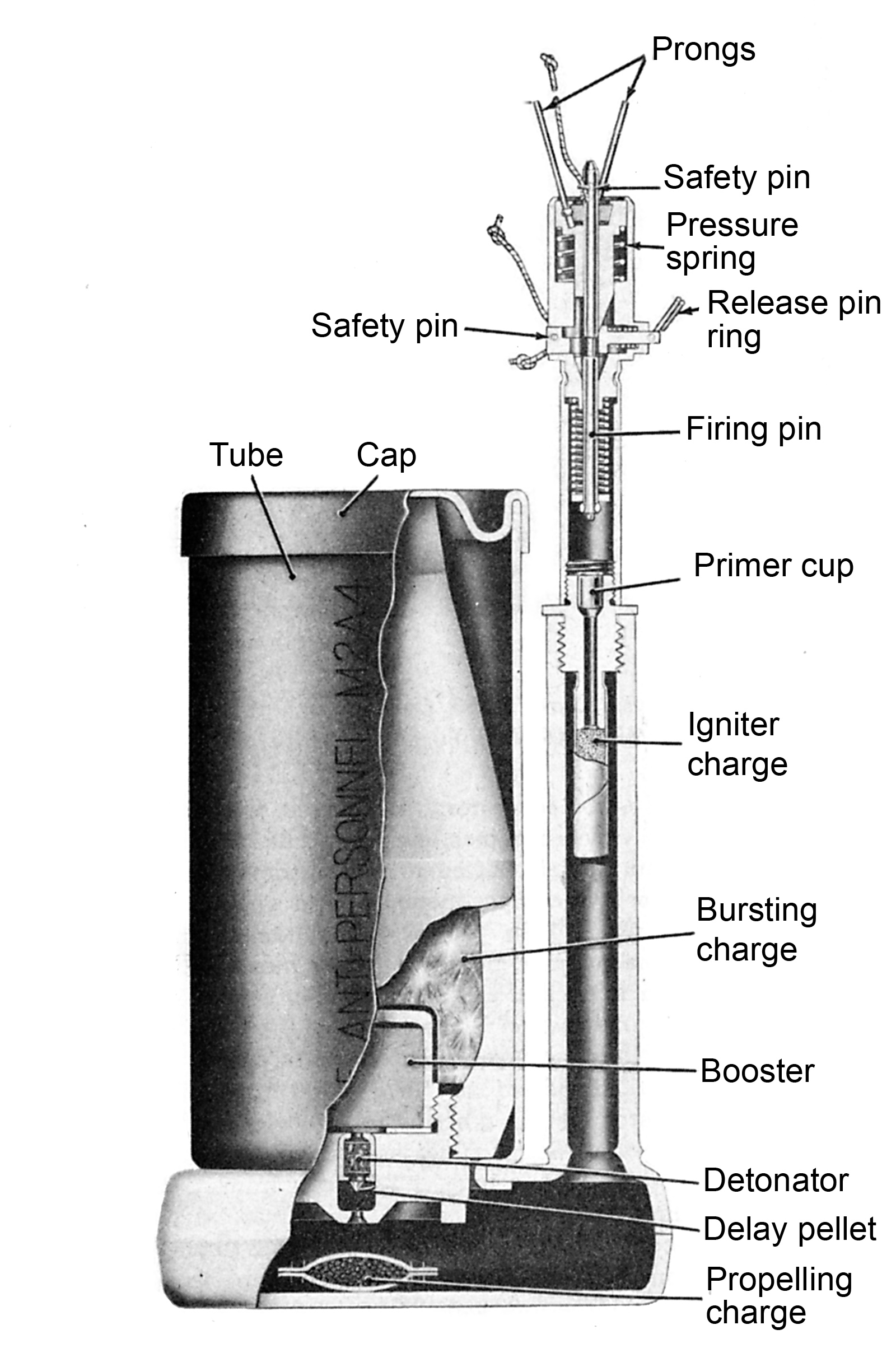
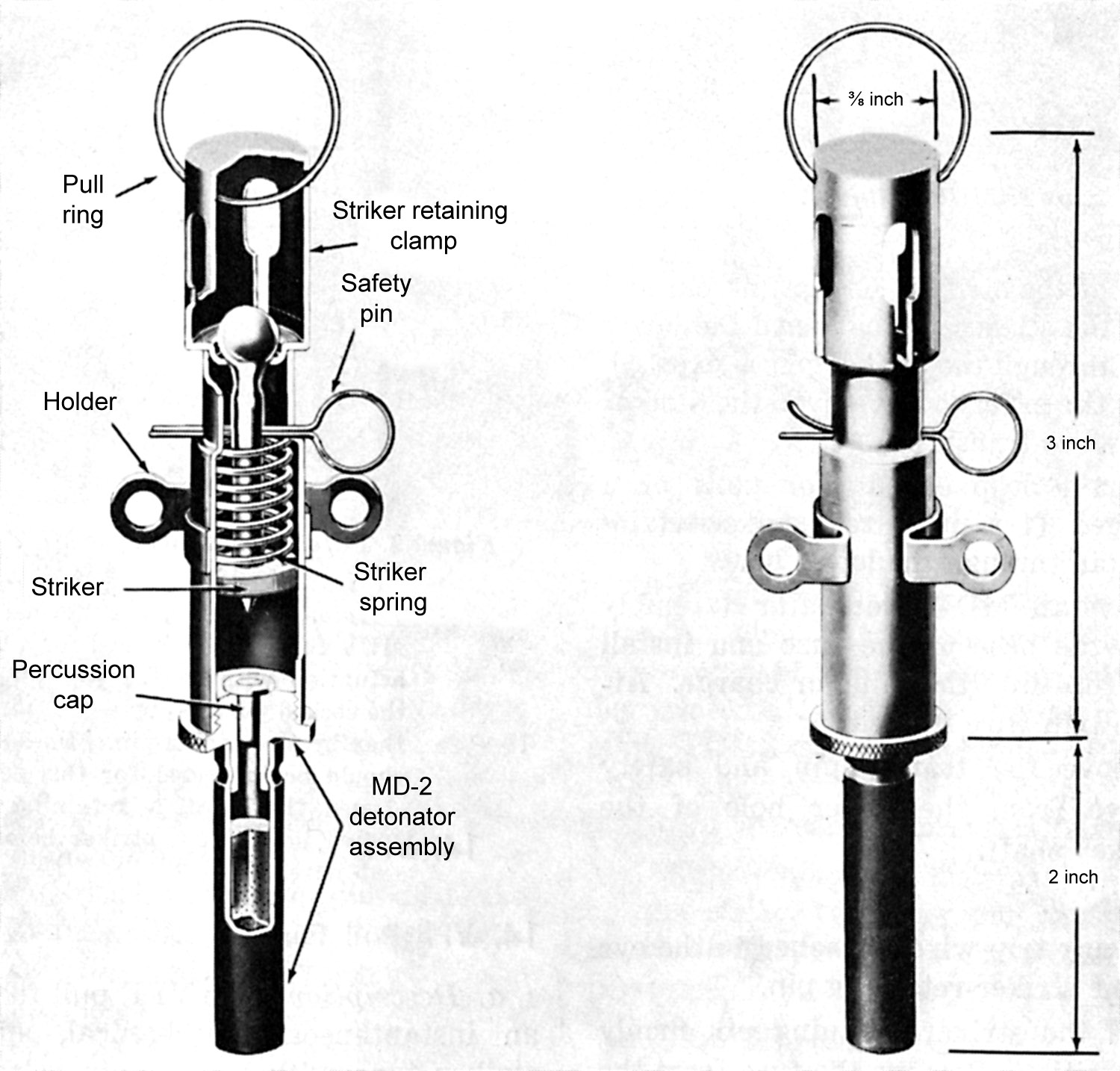
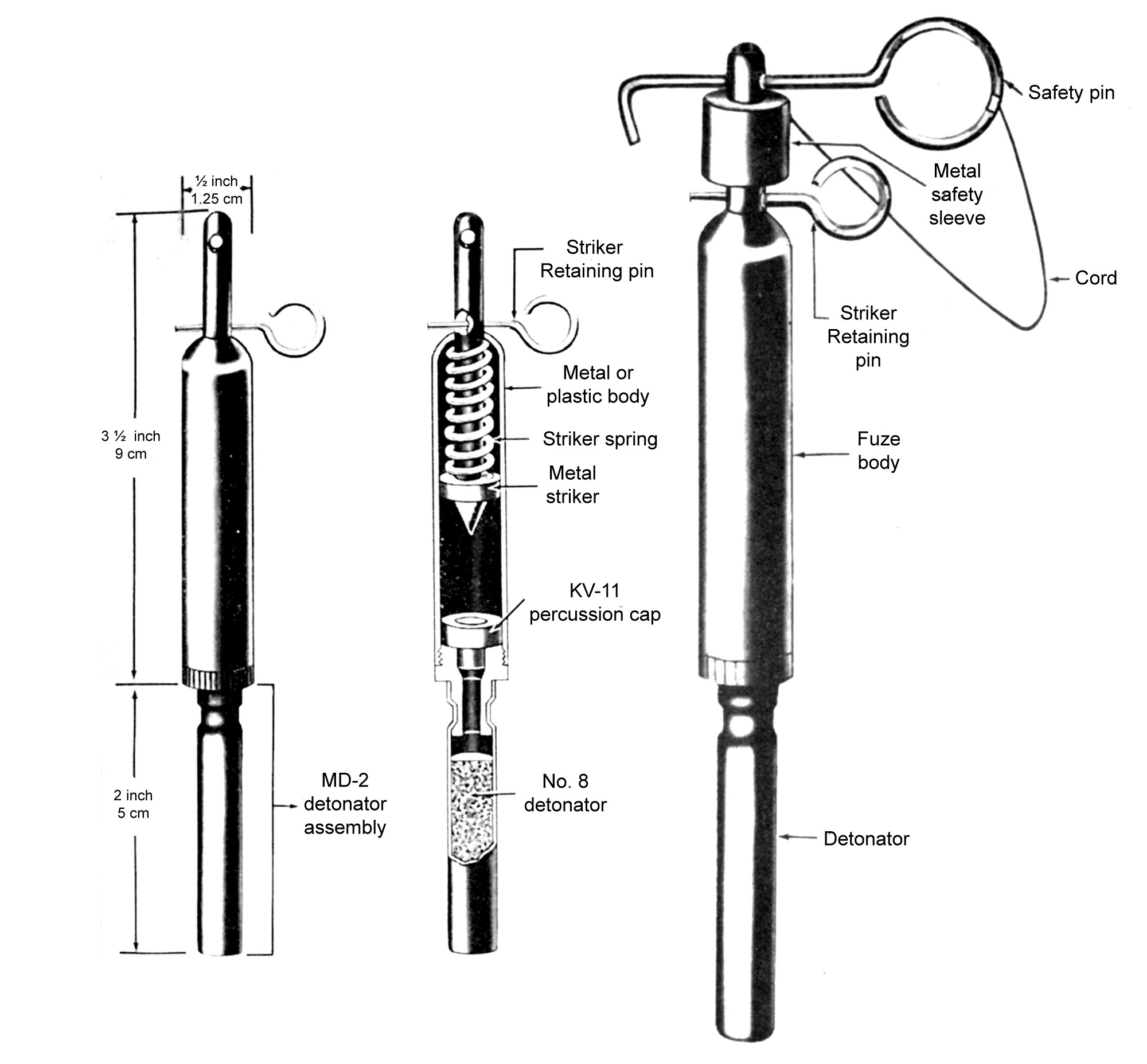
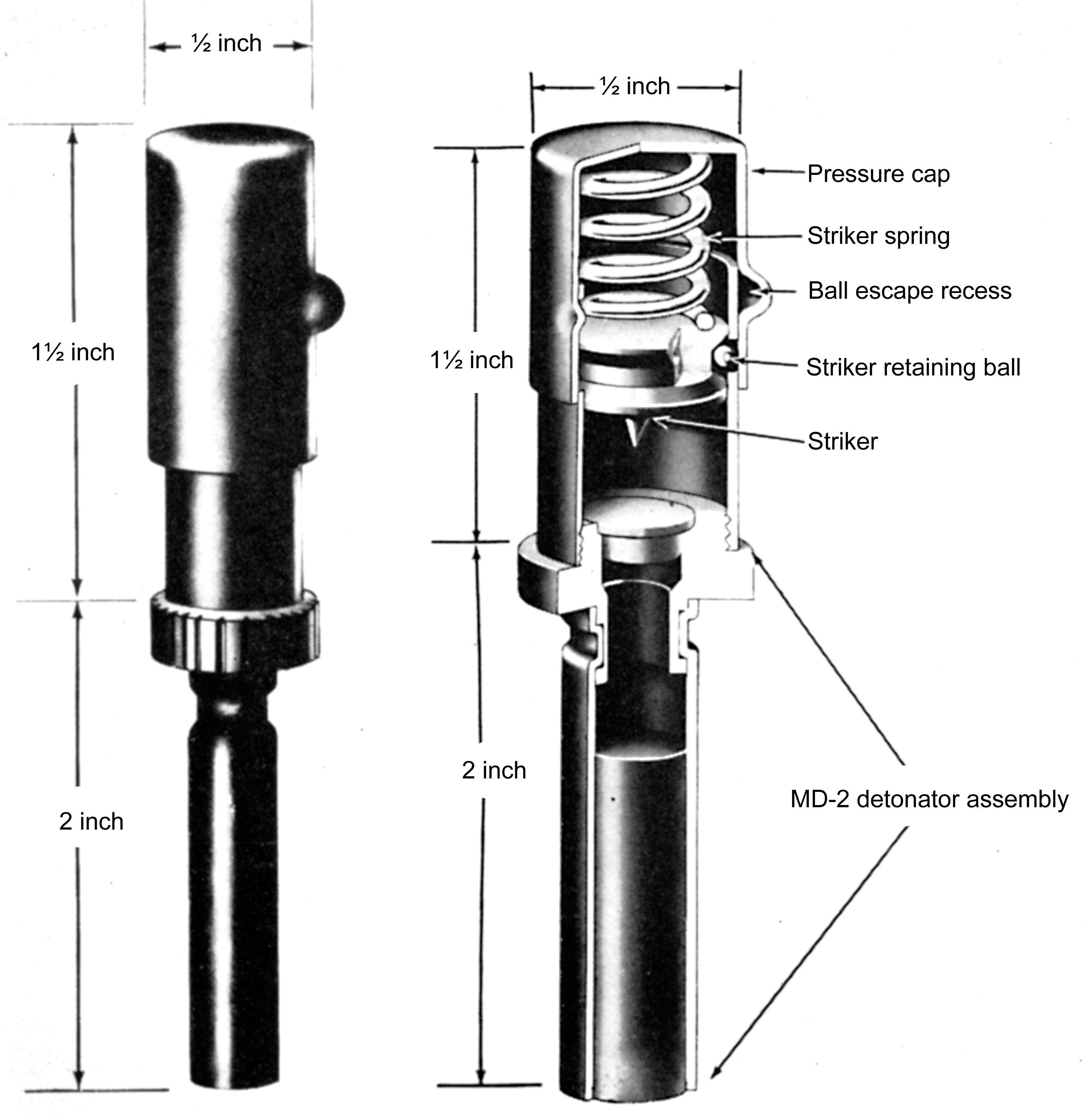
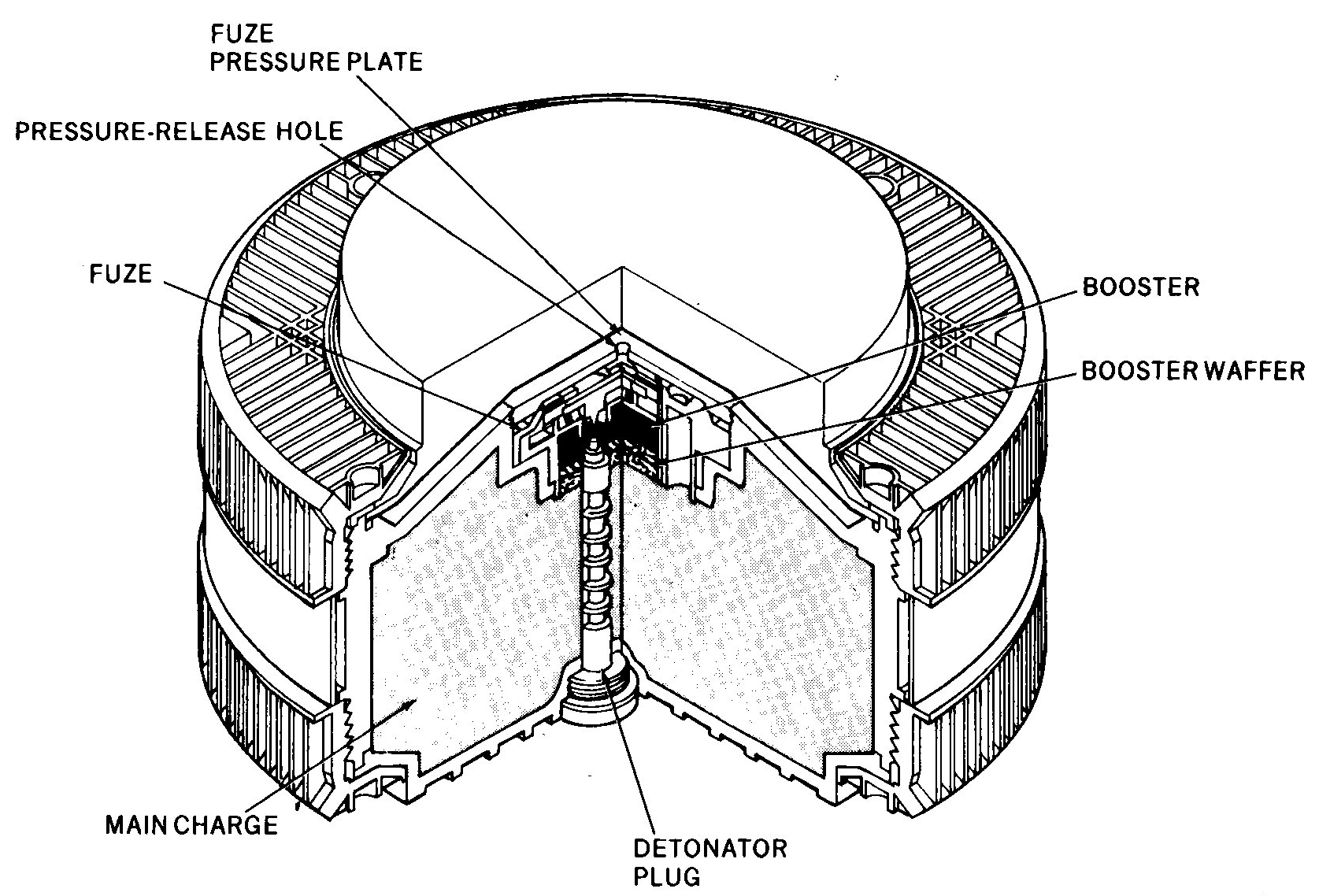
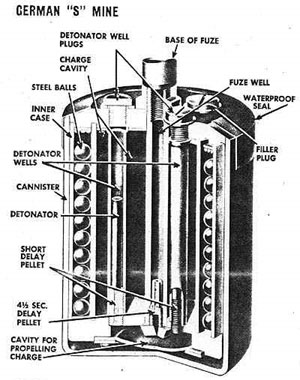
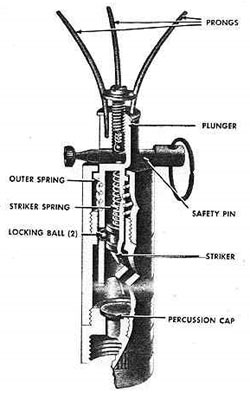
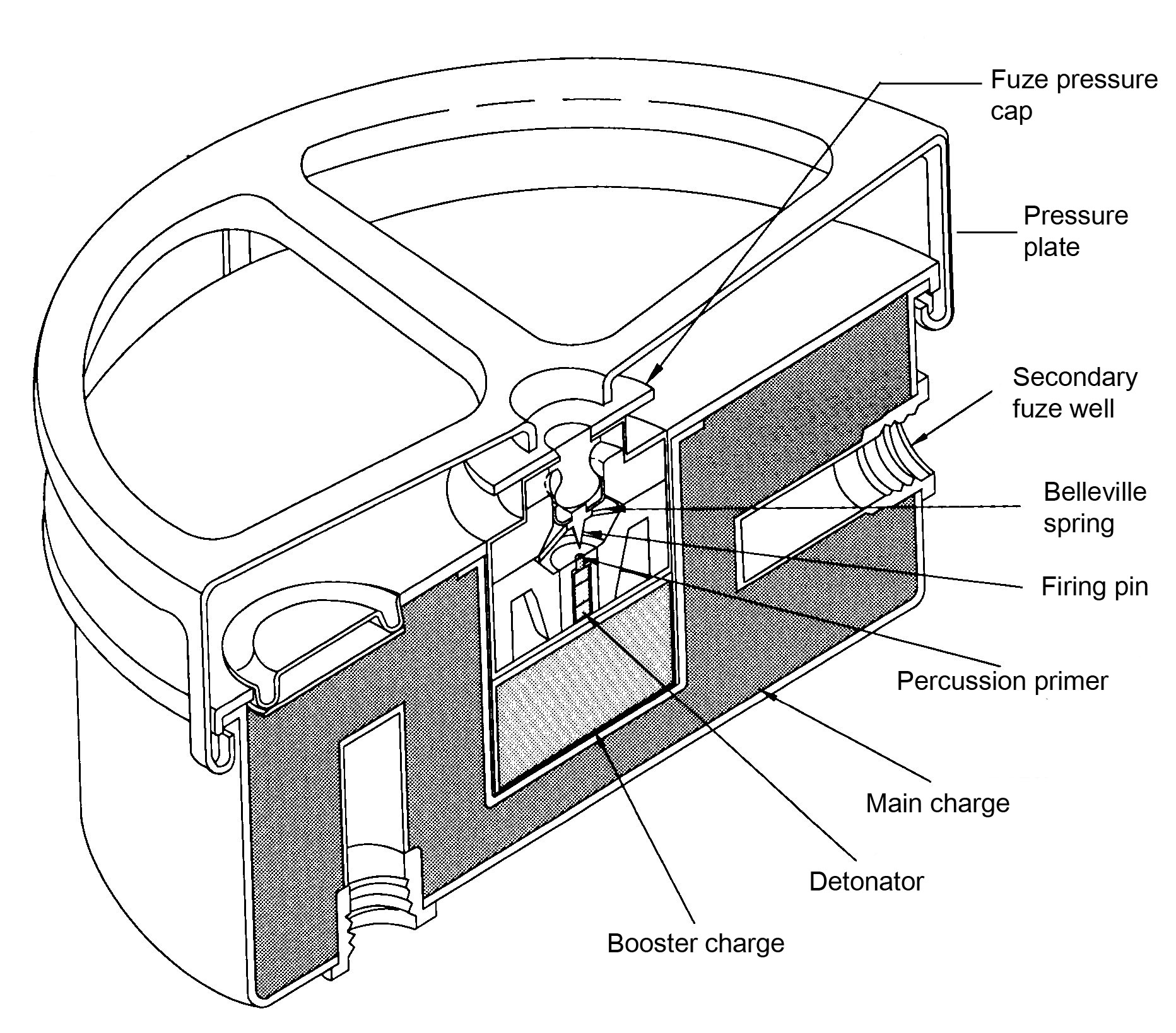
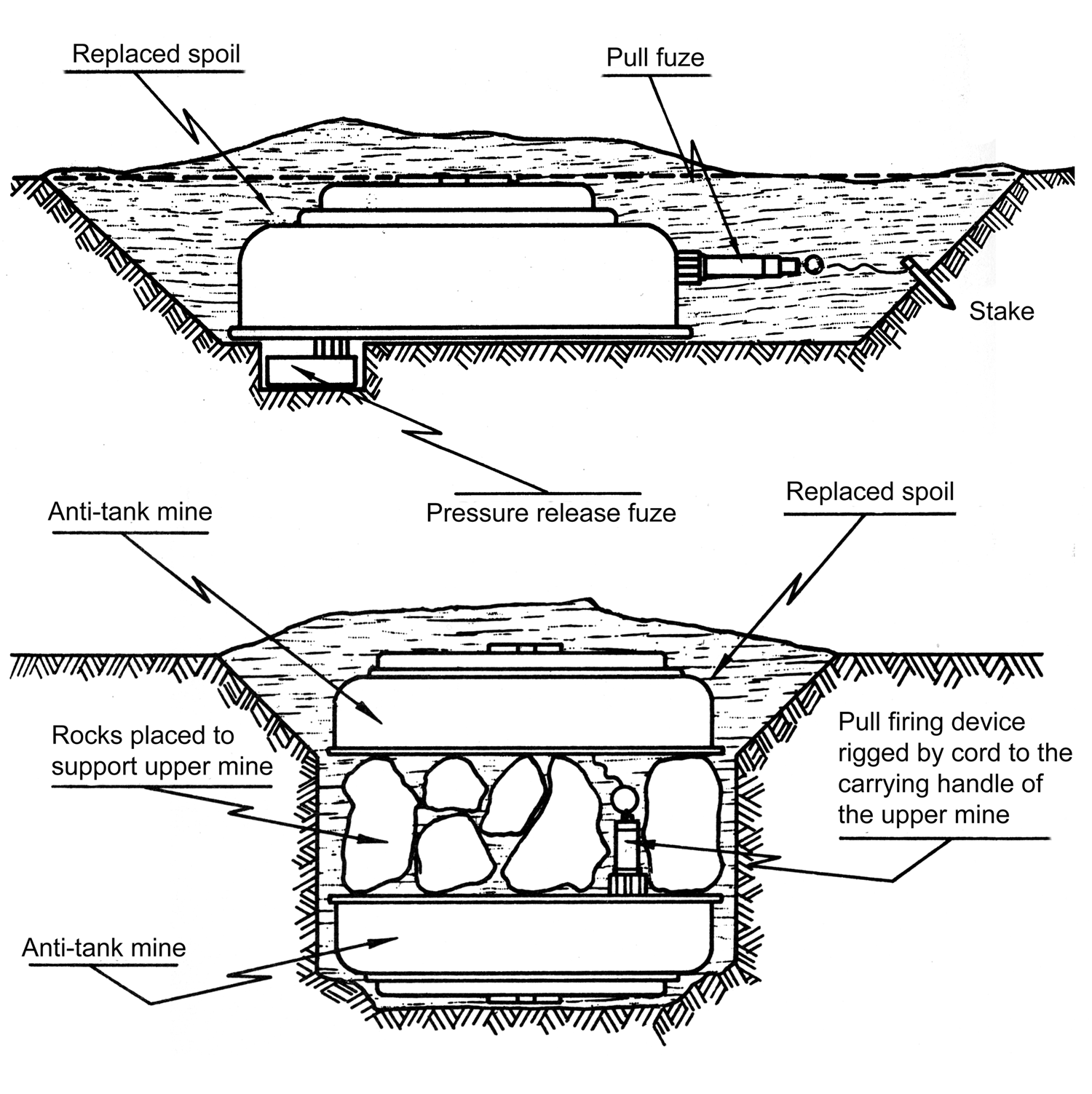

## اقرأ أيضاً
- فتيل (متفجرات)